# Rue d'Orsel
Pour les articles homonymes, voir Orsel.
La rue d'Orsel est une rue du 18e arrondissement de Paris.

## Situation et accès

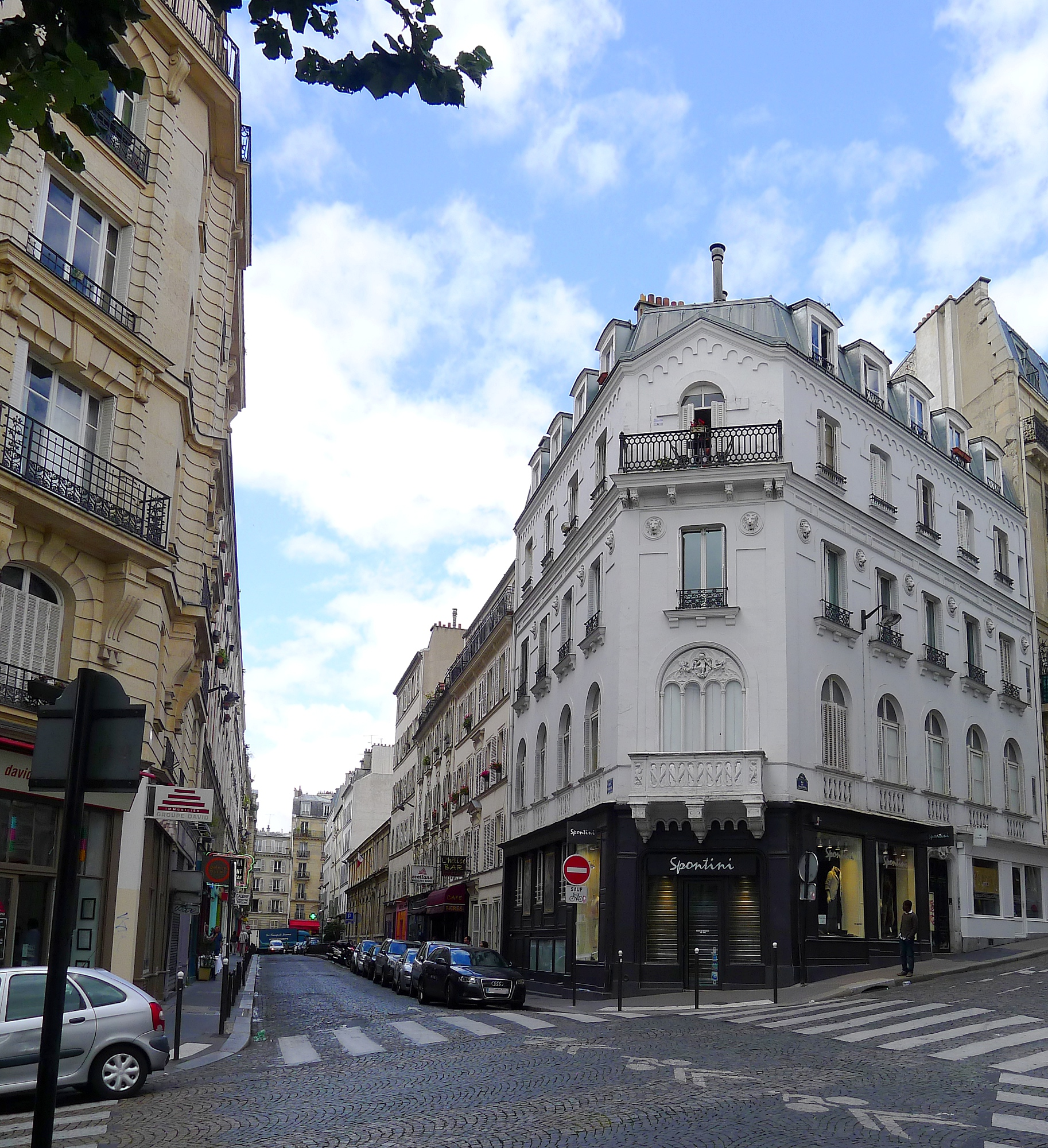
La rue d’Orsel en 2011, avant la végétalisation.

Longue de 545 mètres, elle commence 3, rue de Clignancourt et finit 88, rue des Martyrs.
Elle est desservie par la ligne 2 à la station Anvers.

## Origine du nom
Son nom vient du village d'Orsel, créé par Joseph Orsel en 1802, sur les terrains qu'il avait acquis et qui dépendaient de l'abbaye de Montmartre avant sa fermeture en 1790 et sa démolition en 1794.

## Historique
La partie à l'ouest de l'actuelle place Charles-Dullin marquait la limite sud des jardins de l'abbaye de Montmartre. 
Cette voie est indiquée sur le plan cadastral de la commune de Montmartre de 1825 sous le nom de « rue des Acacias ». Elle est décrite comme un passage sombre et fangeux.
Le 15 septembre 1918, durant la Première Guerre mondiale, une bombe explose sur le no 32 rue d'Orsel, lors d'un raid effectué par des avions allemands.
Le 8 juillet 1974, une explosion due au gaz fait 5 morts et 11 blessés dans l’immeuble situé au 4 de la rue d'Orsel.

## Bâtiments remarquables et lieux de mémoire
- No 14 : en 1830, le chansonnier, poète et goguettier Émile Debraux habitait à ce numéro[6].

- No 40 : Aristide Briand a vécu à ce numéro entre 1901 et 1906, y écrivant une partie du rapport ayant précédé la loi de 1905 relative à la séparation de l’Église et de l’État[7].

- No 48 : de 1904 à 1906, le peintre Georges Braque habitait et avait son atelier à cette adresse.